# Кам'янка білогуза

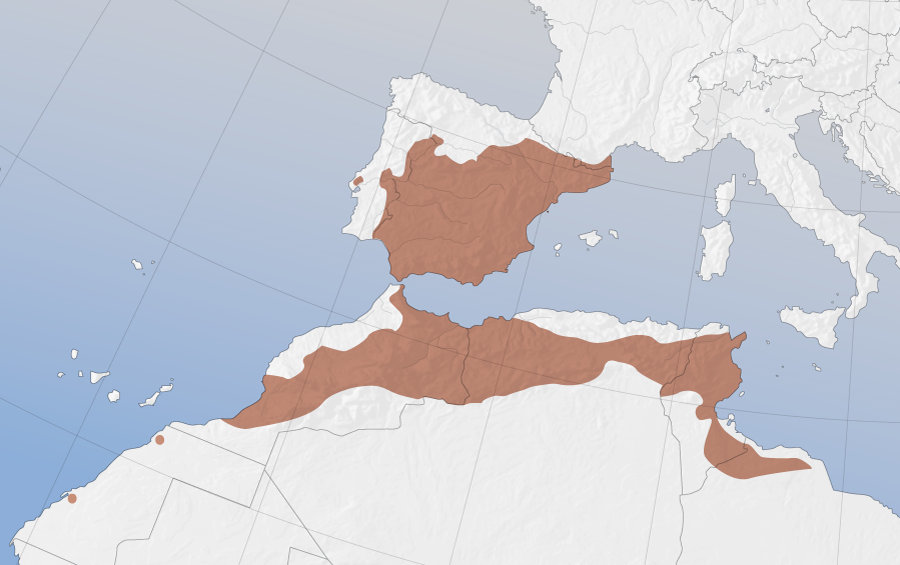
Мапа поширення виду

Ка́м'янка білогу́за (Oenanthe leucura) — вид птаха роду Кам'янка (Oenanthe) родини Мухоловкових.

## Морфологічні ознаки
Дорослі особини досягають 18 см довжини з масою тіла 40-50 г та розмахом крил 26-29 см.
Самець дорослий — чорного кольору, з білим хвостом, надхвістям та підхвістям; стернові пера, дзьоб та ноги — чорні. Доросла самка та молода особина мають темно-бурий колір, на відміну від чорного в самця.
Полохливий, любить сидіти на верхівках дерев, кущів, трясе хвостом. Від інших видів роду відрізняється забарвленням та голосом нижчої тональності, пісня схожа на «піюп» або «четт-четт».

## Поширення та місця існування
Найбільш поширена на Піренейському півострові та північно-західній Африці, зустрічається в Швейцарії, Швеції та Німеччині.
Для України птах є рідкісним, залітним, спостерігався в Криму. Середовище існування — кам'янисті місцини.

## Харчування
Живиться переважно комахами, вживає в їжу дрібних плазунів та ягоди. Полює зі скелі або дерева, може переслідувати жертву на землі, рити землю та рослинні рештки дзьобом в пошуках поживи.

## Розмноження
Починають споруджувати гнізда в лютому. Гніздо накрите, приховане в щілинах скель, дуплах чи камінні, трапляються гнізда в печерах. Матеріал — вовна, пір'я, шерсть тварин. Птахи мають звичку класти в гніздо та біля нього камінці. Кількість яєць в кладці — 4-5, біло-блакитного кольору в червону крапку. Висиджує лише самка, 16-17 днів, але молоде потомство пара доглядає спільно. За рік може бути до 3-х виводків.

## Охорона
Вид занесений до Бернської конвенції з охорони флори, фауни та природних середовищ існування.

## Галерея

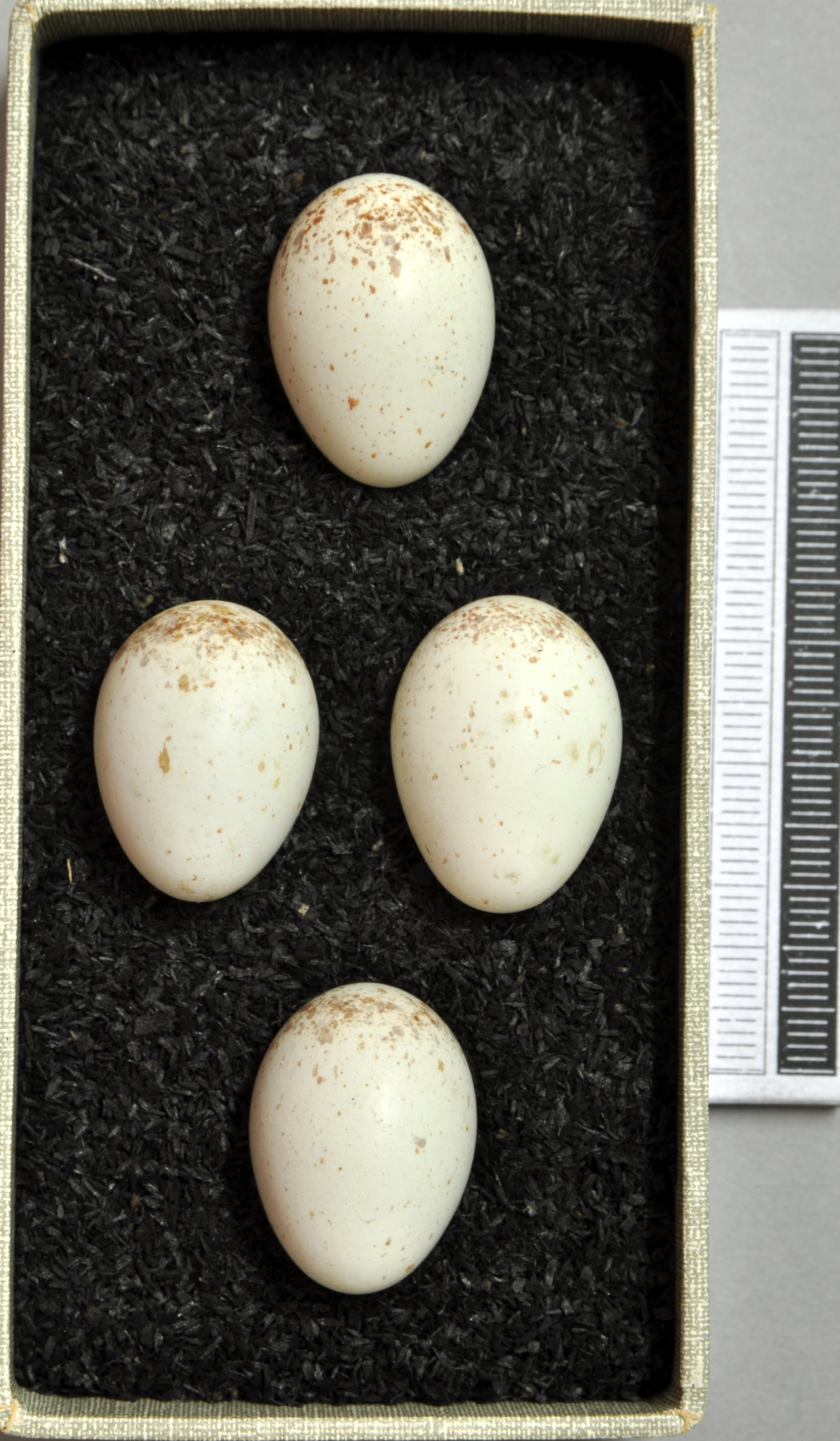
Яйця кам'янки білогузої
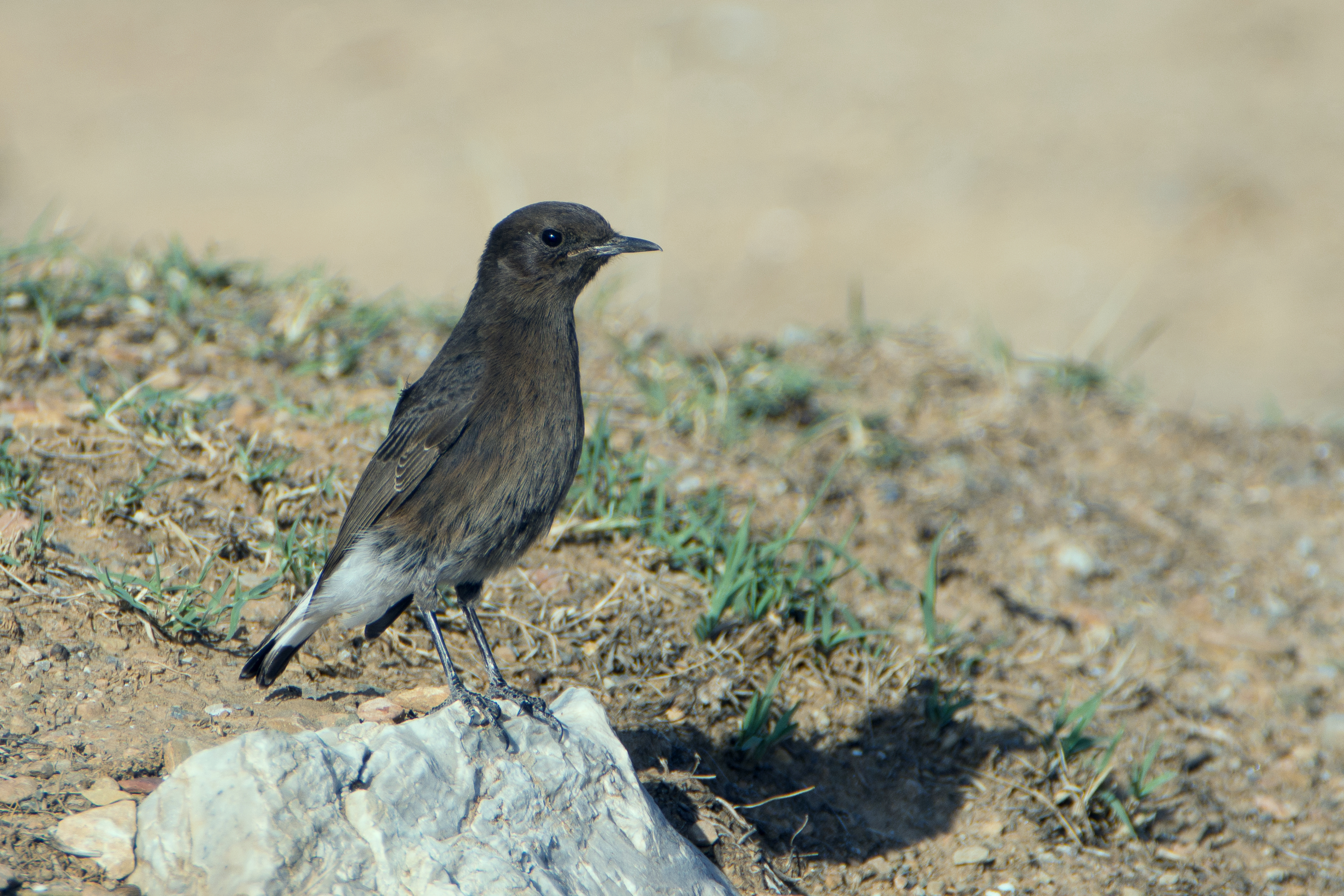
Самиця
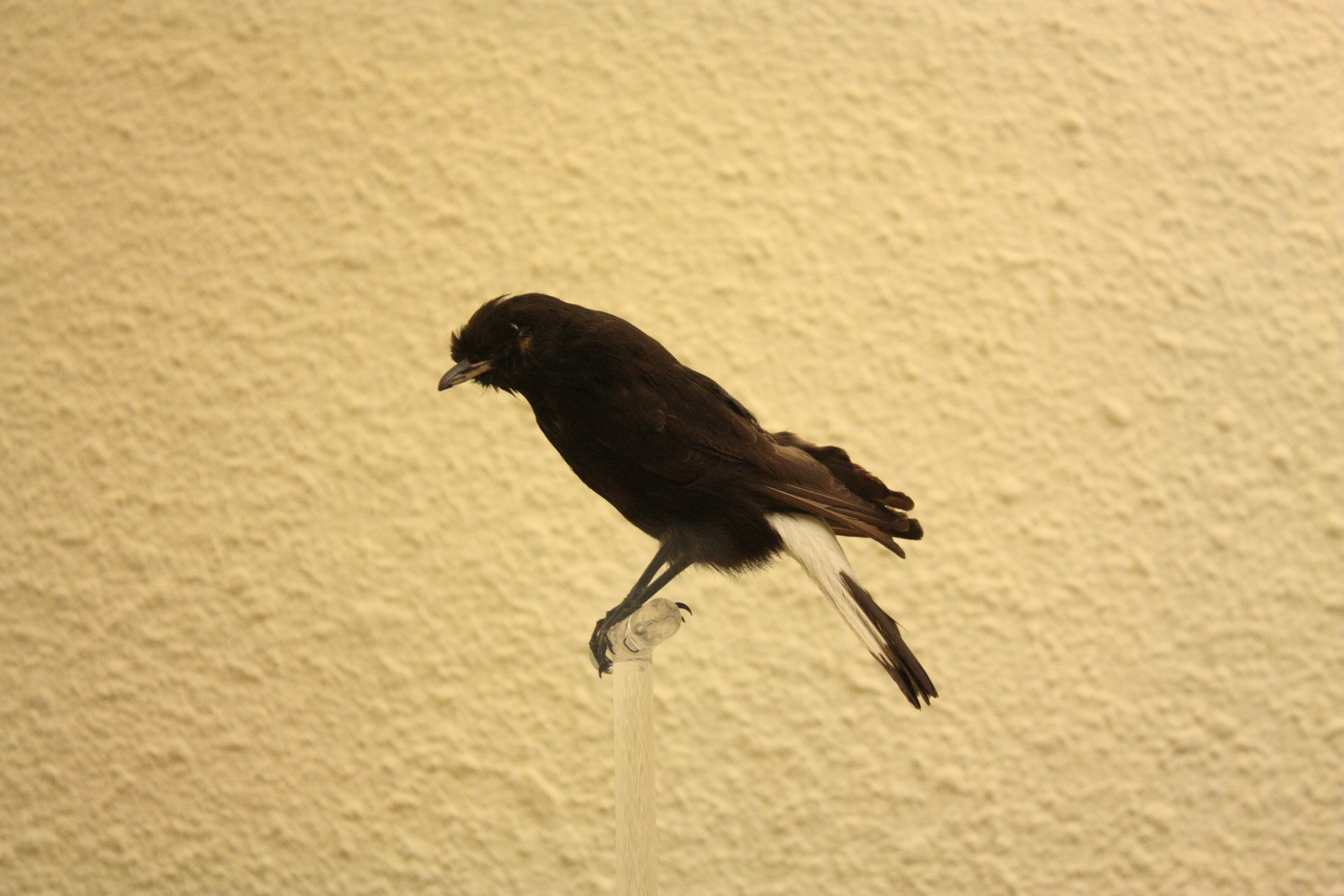
Самець
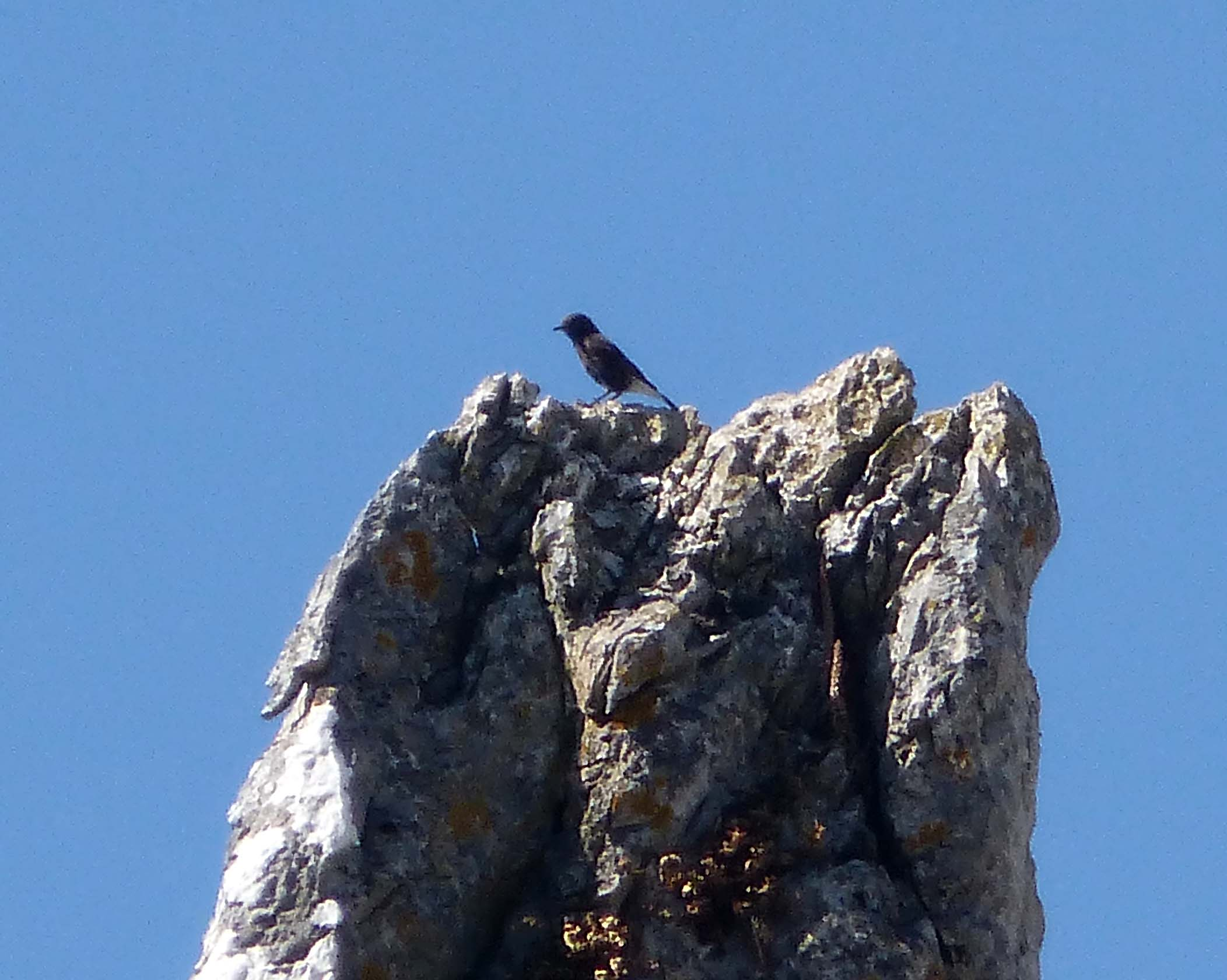
Птах в середовищі існування